# Caprivi Liberation Army
Caprivi Liberation Army (CLA), auch als Caprivi Liberation Front (CLF) bekannt, war eine Rebellengruppe im Caprivizipfel (ehemals Region Caprivi, heute Sambesi) im äußersten Nordosten Namibias. Sie war der paramilitärische Arm des Caprivi Liberation Movement (CLM), aus dem 1999 die United Democratic Party – Caprivi Freedom hervorging.

## Hintergrund
Die Geschichte des Caprivistreifens geht auf den Vertrag zwischen dem Deutschen Reich und dem Vereinigten Königreich über die Kolonien und Helgoland zurück. Hierbei wurde der Streifen als Zugang zum Sambesi vom Vereinigten Königreich an das Deutsche Kaiserreich abgetreten.
Die Bewohner des Streifens, vor allem Clans der Lozi, sahen sich immer als eigenständig und Südwestafrika bzw. Namibia nicht zugehörig.

## Konflikt
1994 spitzte sich die Situation zu, da die Lozi den Zusammenhalt ihres Volkes über die Grenzen hinaus bis Angola, Botswana und Sambia immer stärker betonten.
Ab 1998 führte Mishake Muyongo die Befreiungsbewegung und den paramilitärischen Arm an. Er war zuvor aus der Demokratischen Turnhallen-Allianz (DTA) ausgeschlossen worden, da er die Sezession bzw. staatliche Unabhängigkeit öffentlich unterstützte.
Im August 1999 begann die CLA den bewaffneten Kampf und löste den Caprivi-Konflikt aus, der wenige Tage später zu Gunsten der namibischen Zentralregierung entschieden wurde. 14, nach anderen Quellen 16 Personen starben, bis zu 600 Anhänger der Rebellen wurden verhaftet. Einzelne Gefechte der Namibian Defence Force mit der CLA hielten bis in den September 1999 an, als zuletzt drei Rebellen getötet wurden.
Fast 120 Männer wurden im August/September 1999 verhaftet und sitzen ohne Verurteilung hinter Gittern. Eine Freilassung auf Kaution wurde ihnen auch bei ernsthafter Erkrankung stets verweigert. Mittlerweile sind mehr von ihnen im Gefängnis gestorben, als es Tote bei den Auseinandersetzungen gab, die zu ihrer Verhaftung führten. 2002 wurden fünf mutmaßliche Rebellen getötet, nachdem sich die CLA bereits lange aufgelöst hatte und Muyongo ins Exil nach Dänemark geflohen war. Dreiundvierzig der verbleibenden 108 mutmaßlichen Mitglieder der CLA wurden am 12. Februar 2013 vom Vorwurf des Hochverrats freigesprochen. Die namibische Regierung benannte den Caprivi Strip am 8. August 2013 in Zambezi Region um. Im Dezember 2015 verurteilte man 27 Männer am Ende eines Marathon-Hauptprozesses wegen Hochverrats, neunfachen Mordes und 91-fachen versuchten Mordes zu langjährigen Gefängnisstrafen. Im Dezember 2021 bestätigte der Oberste Gerichtshof die Urteile, aber entschied auf eine Strafminderung von drei Jahren für die Angeklagten.